# Варшавский институт благородных девиц
Варшавский институт благородных девиц (Александринско-Мариинский институт) — женское образовательное учреждение (институт благородных девиц) Российской империи.

## История
Варшавский институт благородных девиц был основан в 1834 году по представлению наместника Царства Польского Ивана Фёдоровича Паскевича. В июле 1838 года институт был передан под покровительство Её Величества Государыни Императрицы с наименованием «Александринский»; устав этого учебного заведения был принят в июне 1840 года. Первоначально он располагался в Варшаве во дворце Борхов. В 1843 году он переехал в город Ново-Александрия (ныне Пулавы), где разместился во дворце Чарторыйских (Пулавский дворец).
В 1862 году Александро-Мариинский институт благородных девиц был переведен обратно в Варшаву, а на его месте в Пулавах расположился Новоалександрийский институт сельского хозяйства и лесоводства.
При институте существовал православный приход Святого Николая. Учебное заведение просуществовало до 1915 года, когда было закрыто в связи с Первой мировой войной и эвакуировано в Россию.
В Варшавском институте благородных девиц училась в начале 1900-х годов Ксения Чиж — жена А. И. Деникина.

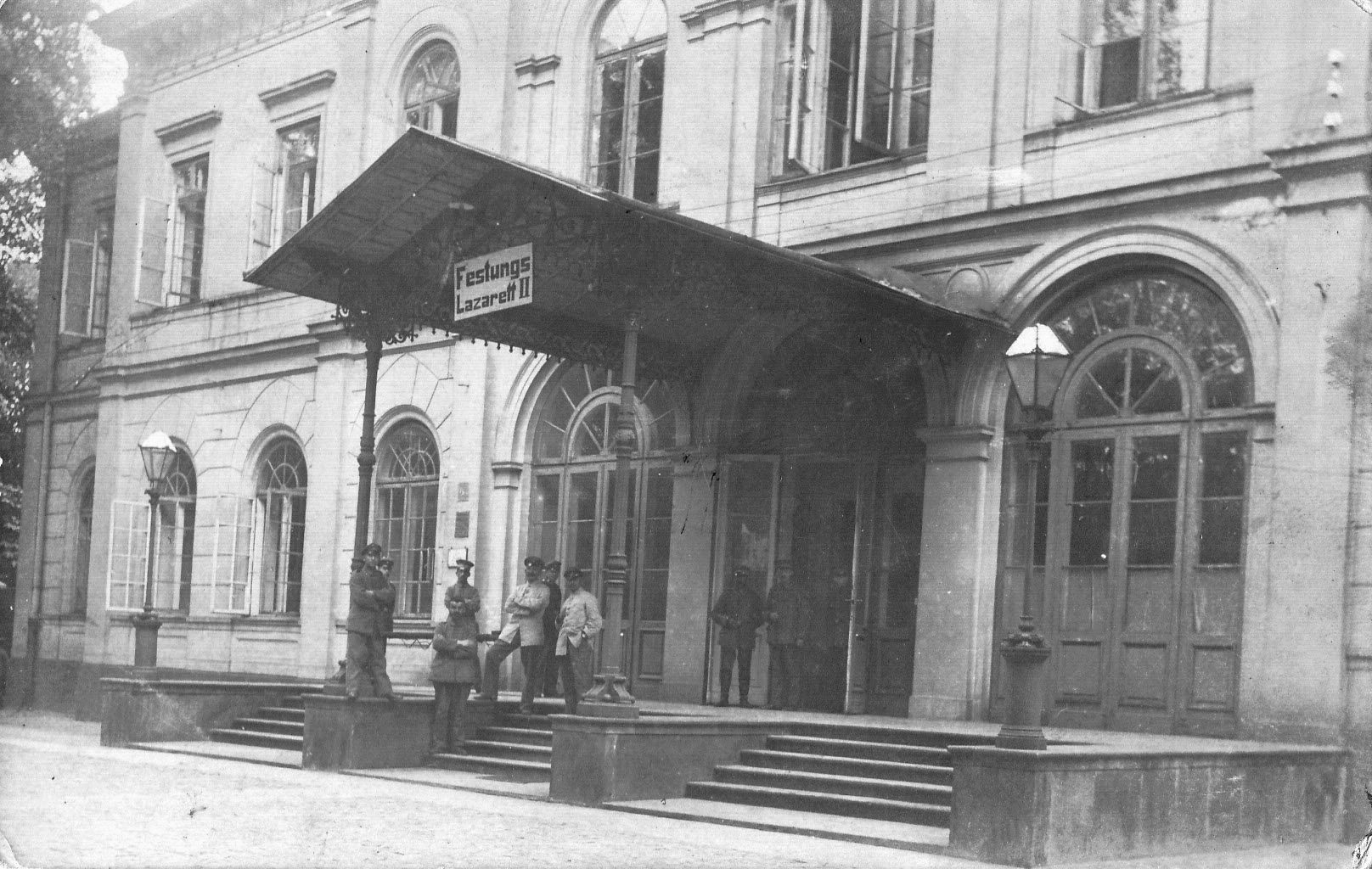
Немецкий лазарет в годы Первой мировой войны

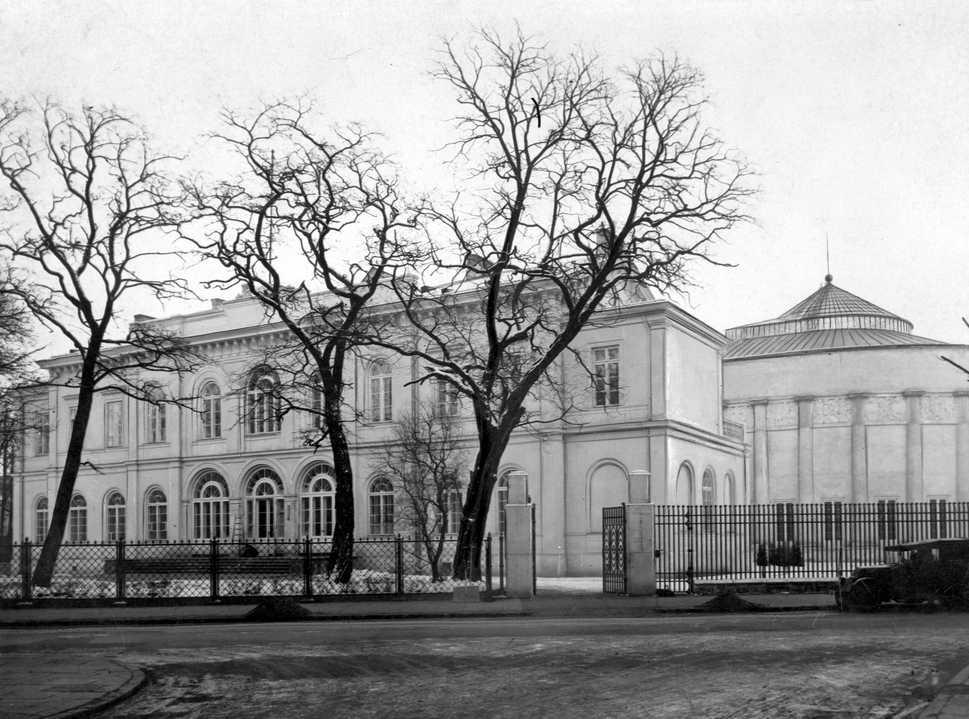
Бывшее здание института в 1930 году

В период Первой мировой войны в здании института находился немецкий лазарет. После Октябрьской революции, когда в 1918 году была создана Польская Республика (1918—1939), было принято решение приспособить здание бывшего здание Александринско-Мариинского института для нужд парламента страны. Реконструкцией здания руководили архитекторы Казимеж Толлочко и Ромуальд Миллер. Зал заседаний парламентариев располагался в бывшей столовой института.
10 февраля 1919 года в этом здании состоялось первое заседание Законодательного сейма. Здесь же через несколько дней была принята Малая конституция, и главой государства был назначен Юзеф Пилсудский.
Здание бывшего института благородных девиц пострадало во время Второй мировой войны, но было восстановлено и в настоящее время является частью Комплекса зданий Сейма Республики Польша.

## Униформа
Цвет и тип ткани основных деталей униформы в институте на 1904 год.
| Классы | Цвет платья     | Тип ткани платья | Описание платья                                                     | Цвет и ткань передника | Цвет и ткань пелерины | Описание передника и пелерины            |
| ------ | --------------- | ---------------- | ------------------------------------------------------------------- | ---------------------- | --------------------- | ---------------------------------------- |
| I      | Тёмно-бордовый  | Н/Д              | - Юбка прямая, сзади у пояса сборки - Лиф вырезной - Рукав короткий | Белый                  | Белый                 | Передник и пелерина общепринятого фасона |
| II—VII | Светло-бордовый | Н/Д              | - Юбка прямая, сзади у пояса сборки - Лиф вырезной - Рукав короткий | Белый                  | Белый                 | Передник и пелерина общепринятого фасона |

Институтки старших классов Варшавского института благородных девиц в униформе, 1903 год
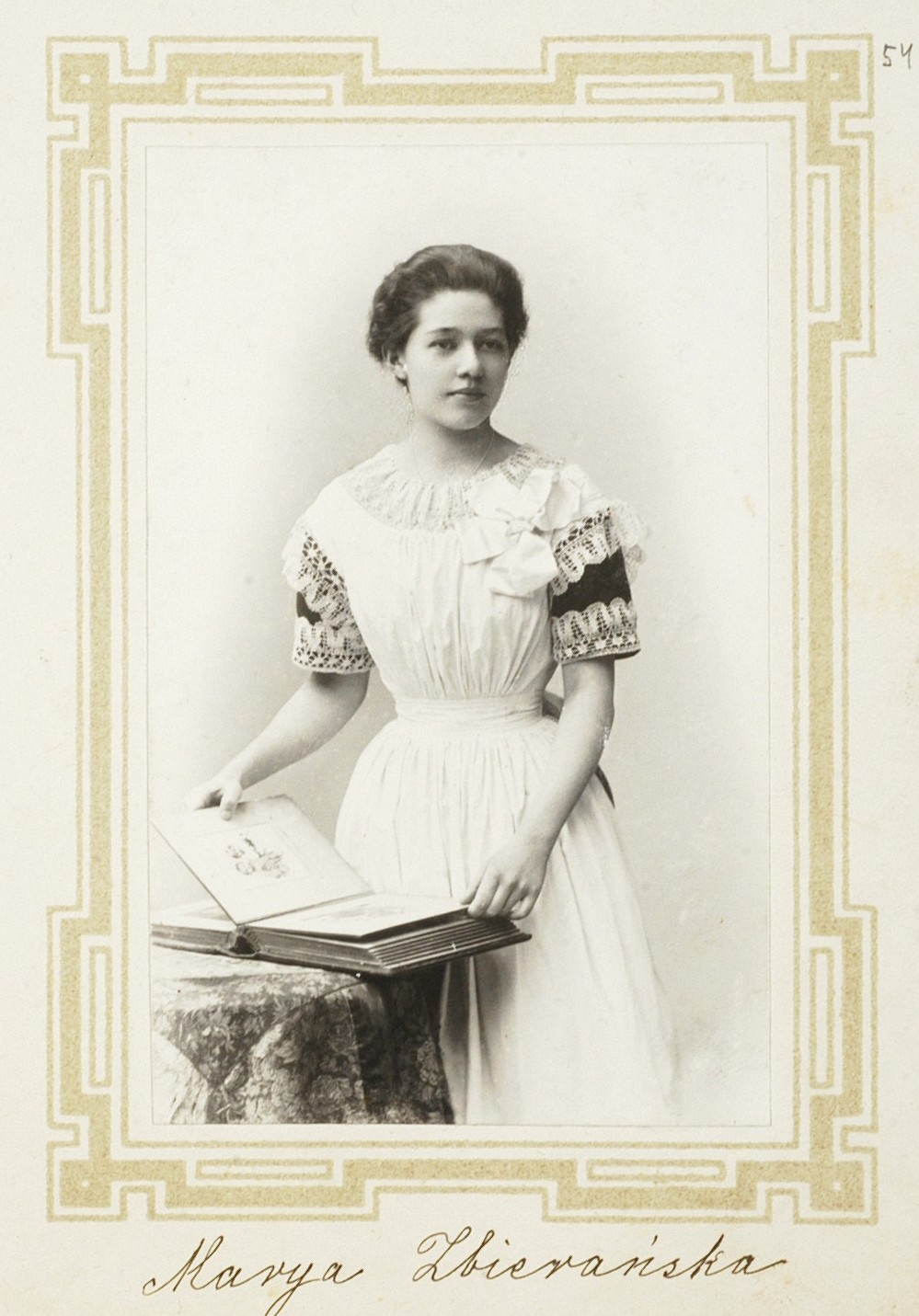
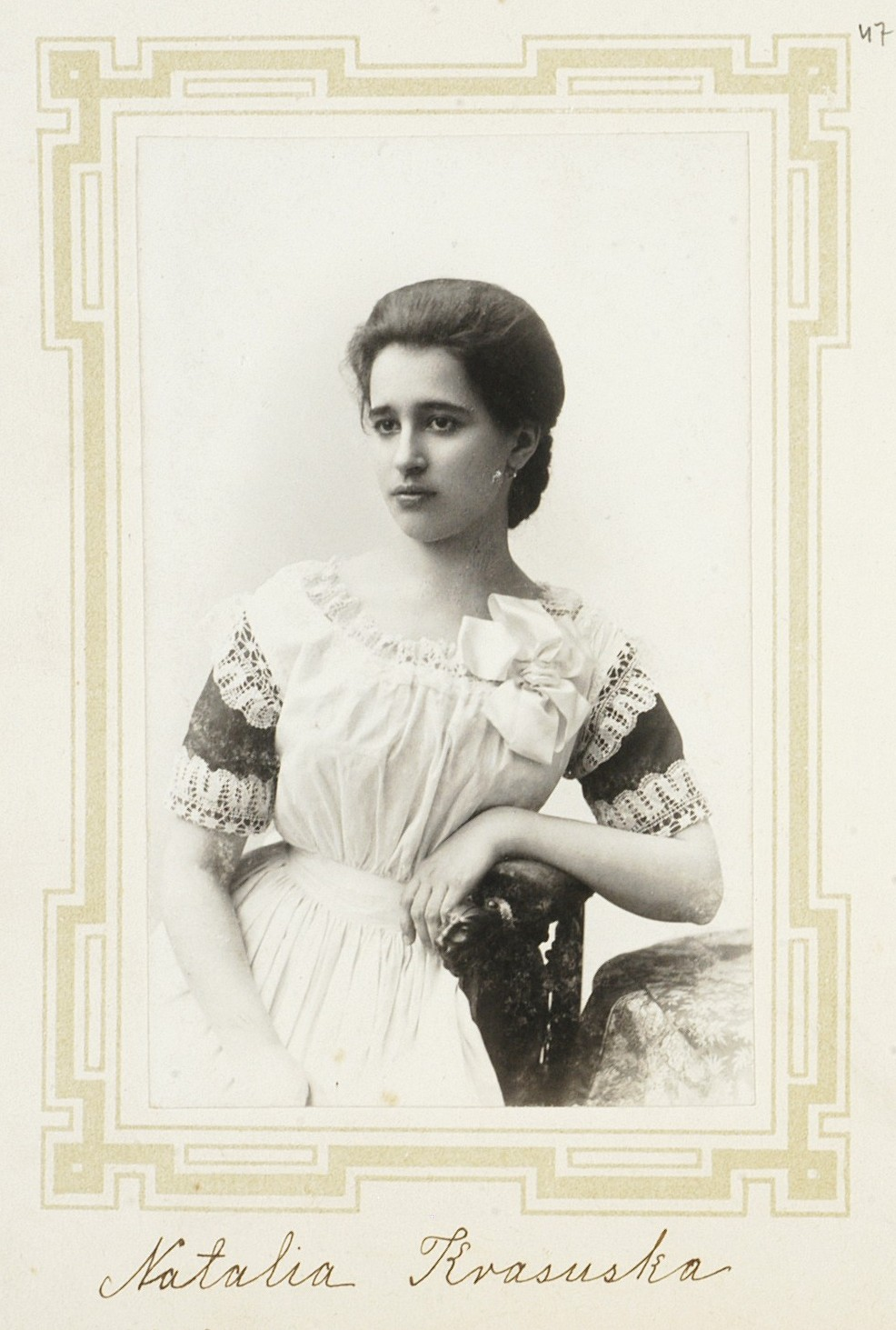
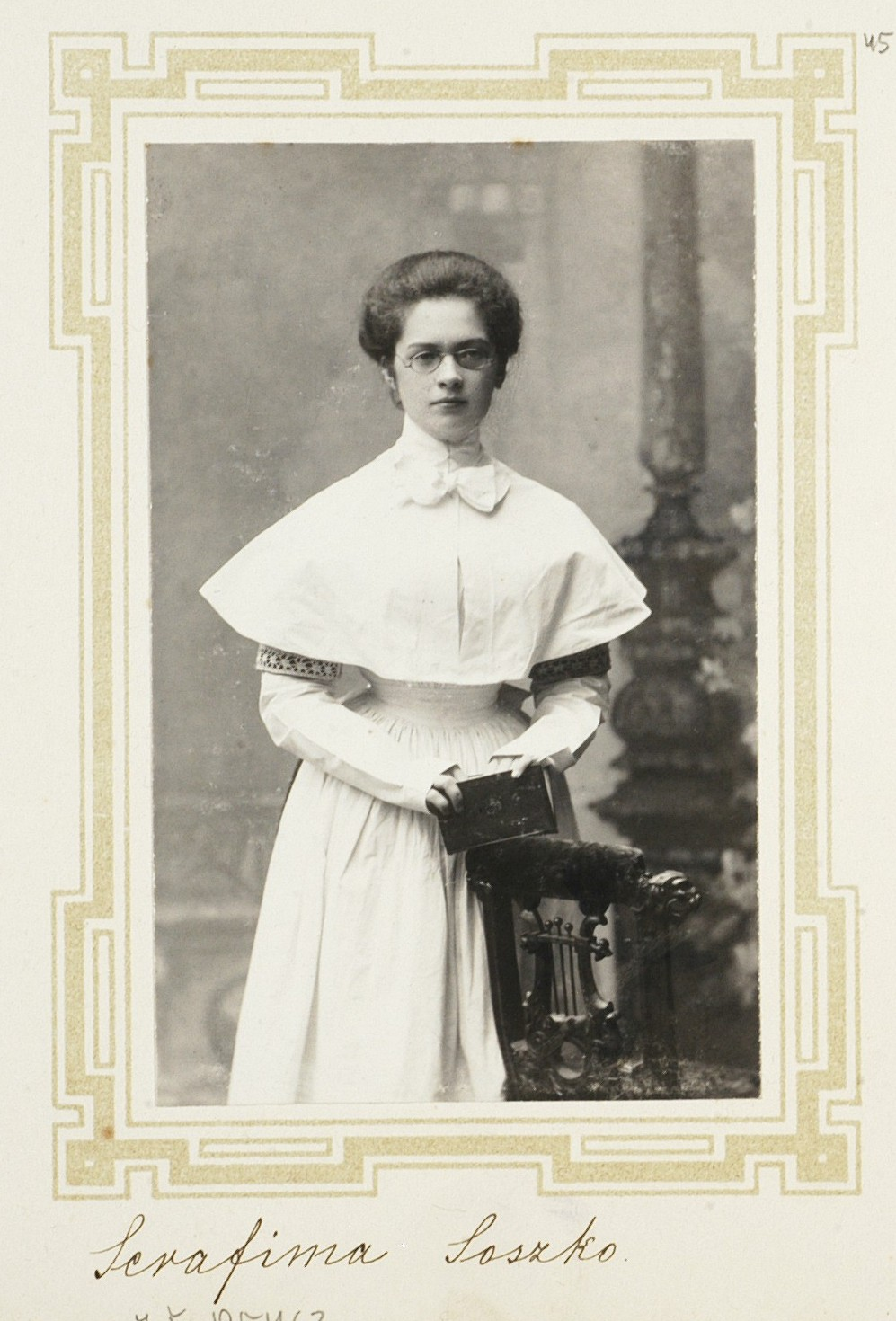
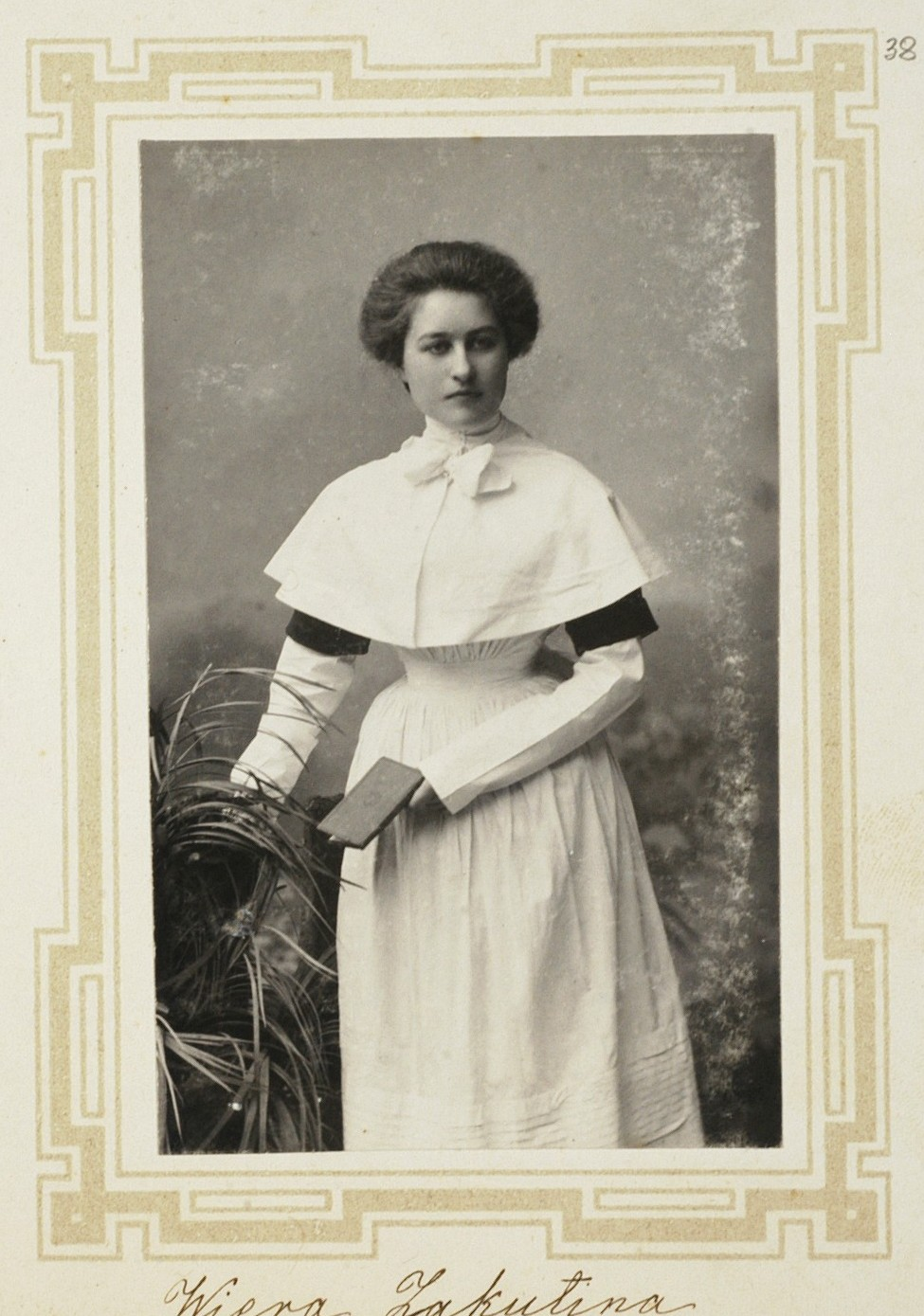
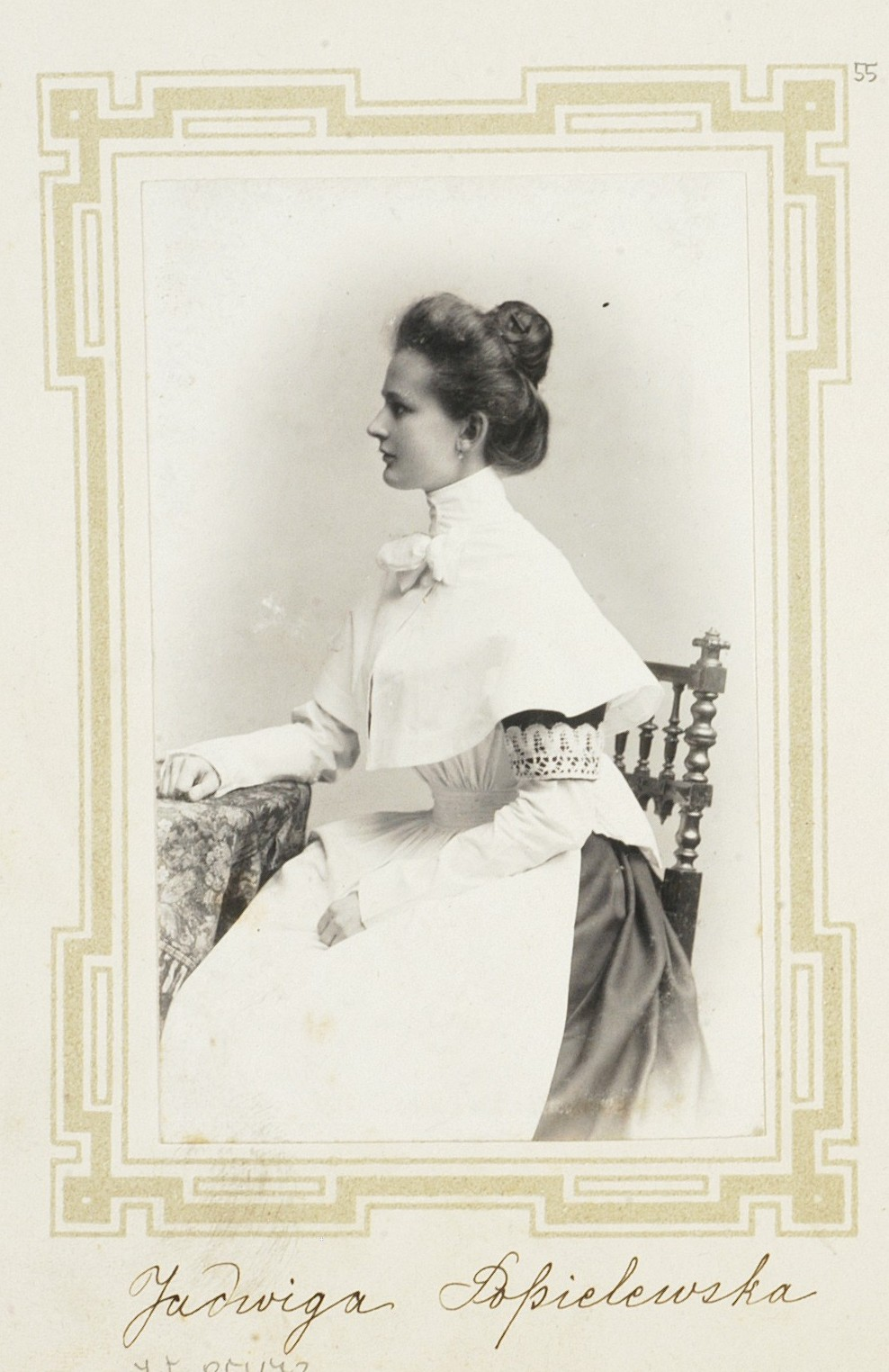
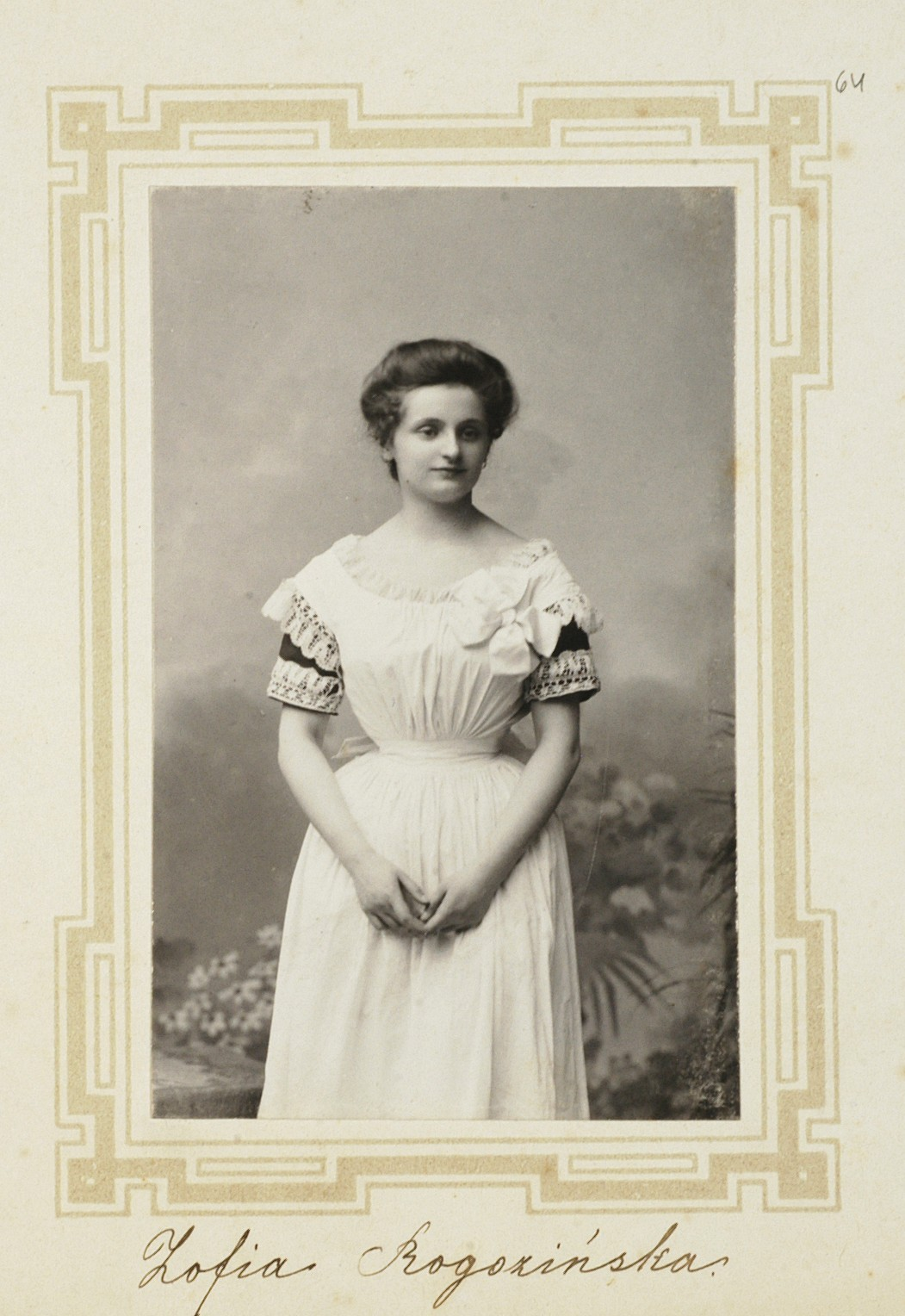

## Известные выпускницы
- Кексгольмская, Мария Константиновна
- Шмидт, Ядвига Ричардовна[8]